# Pinky Sky
Pinky Sky（ピンキースカイ）は佐賀県を拠点に活動するローカルアイドルグループ（デュオ）・女優・MC・タレント。略称は「ピンスカ」。
佐賀県佐賀市の芸能プロダクションSAGANPRO（サガンプロ）所属。
ピンキースカイファンの総称は「ピンスカ中毒」で「ぴかちゅう」。ファンのカラーは黄色。

## 概要
2013年4月、ティーンズミュージカルSAGA出身メンバー、高園渚・園田有由美で結成。結成当初よりデュオというスタイルで活動している。KBCドォーモでは「(九州に来たら)エアリーセンスとピンキースカイは見た方が良い」と評されるほど、歌唱力に定評がある。また、ミュージカル経験を生かし、不定期ではあるがインプロ(即興演劇)ショーや九州各地の舞台にも客演として出演している。
2014年度にはNHKがインターネットや放送などを通じて展開していたキャンペーン活動、および同キャンペーンで制作、放送されたミニ番組恋する地元キャンペーン（略称は「恋ジモ」）において、佐賀県代表として選ばれたほか、佐賀県が主催する観光キャンペーン「泊・食(ぱく・ぱく)♪佐賀旅キャンペーン」のイベントに出演している。2017年2月には、佐賀市の「佐賀海苔 名刺のりプロジェクト」にて海苔で作られた食べられる名刺を持つ「のり名士」に任命されている。
2015年には佐賀市のシティプロモーション室が制作した佐賀市のプロモーションムービー「W・R・S・B」、「みえない世界遺産、みえつ。」観光客のいかり篇、「巨石パワー区ニュース」「ノリ良すぎ!佐賀市の新名刺　『佐賀海苔　名刺のりプロジェクト』」の4作品に出演している。
2016年1月より、佐賀市呉服元町の多目的オープンスペース「656（ムツゴロウ）広場」（正式名称は「佐賀市街なか交流広場」）で、毎週木曜日午後6時半より無料ライブ「木６(もくむつ)ライブ」を行っている。2016年12月22日でのライブより平日100人集客を達成している。
2016年4月23日、「佐賀県立美術館ホール」（キャパ500人）にて3周年記念コンサート「越えてゆけ」を行った。
2017年4月23日、佐賀県最大のホール「佐賀市文化会館」（キャパ1811人）にて4周年記念コンサート「君に届け」を行なった。（動員655人）
2017年7月21日、愛踊祭2017九州沖縄は、2次WEB投票では終始ダントツの1位をキープして、エリア代表決定戦では圧倒的なパフォーマンスと集客力を見せたが「アイドルを越えている」と、審査員票に泣き、結果、九州沖縄エリアで2位。全国大会には進むことは出来なかった。
2017年9月30日、U.M.U AWARD2017の九州エリア大会に出場したが全国大会には進むことは出来なかった。
2017年11月23日、「木6（もくむつ）ライブ」が開催100回を迎え、感謝祭として総勢30組のゲストを招き、1日1000人動員を達成した。
2017年12月より、佐賀駅前のビジネスホテル「サガシティホテル」との宿泊割引コラボキャンペーンを開始。関東をはじめとした本州各地からの毎週ファンが集まる事から、還元する手段として、ファンの遠征を応援する取り組みを始めた。
2018年4月より、佐賀市公式配信番組「さがCテレビ」でなぎりん(高園渚)がレギュラーリポーター就任。
2018年4月22日、メジャーアーティストがライブを行う佐賀のライブハウスGEILS(キャパ350人)にて、5周年記念ライブを行った。
2018年5月より、IT企業誘致に向けた特設サイト「IT is SAGA」のメインキャラクターとなっている他、特設サイト内の各IT企業を訪問する動画では自身がMC・リポーターを務めている。
2018年6月に、佐賀県歯科医師会初の啓発WebCMのメインキャラクター歯の妖精 佐歯子（さばこ）役として、だーゆんが就任。ホラーテイストでシュールな画が地元メディアでも話題となった。
2019年5月12日の6周年コンサート1部をもってアイドルを卒業。なぎりんが事務所を退所。
ピンキースカイとしての活動は引き続き行ない、3rdステージと位置付けている。

## メンバー
| 名前                                 | 担当カラー・基本立ち位置                       | キャッチフレーズ                                                         |
| ------------------------------------ | ---------------------------------------------- | ------------------------------------------------------------------------ |
| 高園渚（たかぞのなぎさ、なぎりん）   | ピンク・舞台下手（観客席側から見て左）側       | いつもニコニコ、たまにめそめそ、お菓子大好き「なぎりん」こと高園渚です。 |
| 園田有由美（そのだあゆみ、だーゆん） | スカイブルー・舞台上手（観客席側から見て右）側 | 身長148cm、みんなの視界に入りたか「だーゆん」こと園田有由美です。        |

## 作品
オンライン販売有(不定期)

### シングル
- 「越えてゆけ」（2016年3月26日）- 完売
- 「君に届け　C/W ナミダノイロ」（2017年4月23日）- 完売
- 「花束　C/W Only You For ME」（2018年2月1日）
- 「ひとひらのThursday　C/W 朧月-oborotsuki- 、越えてゆけ(2018 ver.)」(2019年5月12日)

- 「Fighter　C/W Pray 、一番後ろの君に(5th Anniversary ver.)」(2019年5月12日)

### ミニアルバム
- 『ONE』（2015年8月）- 完売

### アルバム
- 「Sky High」(2019年4月7日)

### 未音源化オリジナル曲(ライブ限定曲)
- 「さあ飛び出そう」
- 「ピンキースカイ」(編曲版はアルバム「Sky High」に収録)

## 出演

### テレビ
- 恋する地元キャンペーン（2014年4月13日、NHK総合）
- 週末ライブ「どようぽけっと」（2015年 - 2016年、サガテレビ）- レギュラー[19]
- かちかちPress「ハピハピドライブ」（2016年 - 、サガテレビ）- レギュラー
- かちかちPress「エンジョイウィークエンド」（2016年 - 、サガテレビ）- 準レギュラー
- 佐賀市広報番組「さがCテレビ」（2018年 - 、サガテレビ）- レギュラーMC(高園渚のみ)

### ラジオ
- えびす街角ラジオ（毎週土曜日10:00-12:00、えびすFM）- メインパーソナリティー[20]
- 知っ得!納得!くらしのヒント!!～佐賀市消費生活センターだより （2016年11月 - 2017年3月、2017年11月 - 2018年3月　エフエム佐賀、NBCラジオ佐賀）
- あ～ら、ナナちゃんいらっしゃい!（2018年1月-　毎月第1・第3月曜日17:40～　エフエム佐賀）- あゆみ女将（園田有由美）のみ出演。

### インターネット
- 経済産業省・中小企業庁サイト「ものづくり★プライド 注目支援施策を活用した成果事例」 - 九州エリア代表として参加（2016年3月）[21]
- FRESH! - タワレコTV「南波一海のアイドル三十六房」- 「越えてゆけ」CDのみ[22]。本人たちの知らぬところで「越えてゆけ」が第9位に輝く。[23][24]
- 佐賀を編集するWEBマガジン「EDITORS SAGA」 - ピンキースカイ特集コラム掲載[25]

### CMほか
- SAGAハロウィンパレード応援大使[26]
- 天山スキー場（2015年）
- 佐賀市プロモーションムービー「W・R・S・B」（2015年1月、佐賀市 シティプロモーション室）[27]
- 佐賀市三重津海軍所跡プロモーションムービー「みえない世界遺産、みえつ。」「観光客のいかり」篇 （2015年9月、佐賀市 シティプロモーション室）- 高園渚のみ出演[28]。
- 佐賀県人権啓発TVCM（「インターネットと人権」）（2016年、佐賀県）- 高園渚のみ出演。
- 佐賀市プロモーションムービー「巨石パワー区ニュース」（2016年6月、佐賀市 プロモーション室）[29]
- 大町自動車学校CM（「大町自動車学校二輪免許CM」）（2016年、佐賀県）
- 佐賀県歯科医師会・佐賀県歯科衛生専門学校CM（2018年、佐賀県）- 園田有由美のみ出演[15][16][17]

## 出版
- ライブ会場限定発売

### 写真集
- 『ピンスカっちゃう？-2人の携帯の画像フォルダこんな感じ(マジ)』- 完売
- 『渚にまつわるエトセトラ』(2019年3月24日)